# Station Cuffley
Cuffley is een spoorwegstation van National Rail in Cuffley, Welwyn Hatfield in Engeland. Het station is eigendom van Network Rail en wordt beheerd door Govia Thameslink Railway. Het station is geopend in 1910.